# Ямбург – Уренгой (конденсатопровід)
Ямбург – Уренгой (конденсатопровід) – елемент трубопровідної інфраструктури надпотужного центру газовидобутку на півночі Тюменської області Росії. 
В середині 1980-х на унікальному Уренгойському газоконденсатному родовищі запустили Новоуренгойський завод підготовки конденсату до транспортування (Новоуренгойський ЗПКТ), а невдовзі після цього ввели в розробку розташоване дещо північніше унікальне Ямбурзьке газоконденсатне родовище. Одним з наступних кроків став запуск в 1991 році спеціалізованого трубопроводу для перекачування конденсату з Ямбургу на Новоуренгойський ЗПКТ.  
Кондпенсатопровід має дві нитки – перша діаметром 377 мм та довжиною 227 км і друга діаметром 530 мм та довжиною 231 км. Робочий тиск трубопроводу 7,5 МПа. В 2007-му фактичний обсяг транспортування конденсату склав 2,9 млн тон. 
Окрім ресурсу з Ямбургу до трубопроводу може надходити конденсат:
- через підключену на 37-му кілометрі траси перемичку від Юрхарівського родовища (введене в 2003-му, а в 2010-му отримало власний конденсатопровід Юрхарівське – Пуровський ЗПК);
- через підключену на 53-му кілометрі траси перемичку від Північно-Уренгойського родовища (наразі також має доступ до конденсатопроводу Юрхарівське – Пуровський ЗПК);
- з підключеного до 124-го кілометра траси Єн-Яхінського родовища, яке наразі вважається частиною Уренгойського родовища.